# Estaia (gens)
A gens Staia foi uma obscura família plebeia em Roma antiga. Poucos membros desta gens são mencionados por escritores antigos, mas vários são conhecidos por inscrições. O mais ilustre dos Staii foi Lúcio Staius Murcus, governador da Síria em 44 a.C., e um comandante militar de certa habilidade que serviu sob várias figuras proeminentes do período.

## Origem
O nomen Staius é de origem osca, e pertence a uma grande classe de gentilícias formadas usando o sufixo -aius. O primeiro dos Staii a aparecer na história foi um samnita, assim como muitos dos outros Staii conhecidos por inscrições. O nomen é frequentemente confundido com o de Statius.

## Prenomes
Os primeiros Staii usaram prenomes oscos, como Minatus e Ovius, mas em gerações subsequentes usaram prenomes mais típicos em Roma, incluindo Numerius e Tiberius. Nos tempos imperiais, os principais nomes usados pelos Staii eram Lucius, Marcus e Gaius, os prenomes mais comuns em todos os períodos da história romana. Eles ocasionalmente usavam outros nomes comuns, como Publius, Gnaeus e Sextus.

## Membros
- Minatus Staius,[i] um general samnita durante a Terceira Guerra Samnita, que foi capturado e enviado a Roma em 296 a.C.[5][6]
- Minatus Staius Ov. f., nomeado em uma inscrição de Delos em Acaia, datando do terceiro quarto do século II a.C.[7]
- Tiberius Staius Min. l., um liberto mencionado em uma inscrição de Delos, datando de 125 a.C.[8]
- Staia Ov. f., nomeada em uma inscrição sepulcral de Cumas em Campânia, datando da primeira metade do século I a.C.[9]
- Lúcio Staius Sex. f. Murcus,[ii] um dos legados de César durante a Guerra Civil. Ele serviu na Guerra Africana, e provavelmente foi pretor em 45. No ano seguinte, foi enviado como proconsul para Síria, onde ele e Quinto Márcio Crispo derrotaram o pompeiano Quinto Cecílio Basso. Ele mais tarde serviu sob Gaius Cassius Longinus e Sextus Pompeius, que o traíram e assassinaram por volta de 39.[10][11][12][13][14][15][1][2][16]
- Staius Esdragassi f. Vobenatis, um prefeito na coorte trumpliniana servindo sob o tribuno Gaius Vibius Pansa em 43 a.C., foi enterrado em Trumplini em Vêneto e Histria, com um monumento de sua esposa, Messava.
- Lúcio Staius L. f., enterrado em Saepinum em Samnium, junto com sua esposa, Herennia, e filha, Staia, em uma tumba datando da segunda metade do século I a.C.[17]
- Staia M. f., a mãe de Gaius Paccius Balbus, que havia sido pretor e proconsul, segundo uma inscrição datando do reinado de Augusto.[18]
- Numerius Staius N. f., o patrono de Numerius Staius Cosmus, um liberto que construiu um sepulcro familiar em Casilinum na Campânia para seu patrono, a liberta Staia Dynamis, e sua filha, Staia Cosmilla, datando do século I a.C. ou do século I d.C.[19]
- Numerius Staius N. l. Cosmus, um liberto que dedicou um sepulcro familiar em Casilinum para si mesmo, seu patrono, Numerius Staius, filha, Staia Cosmilla, e a liberta Staia Dynamis.[19]
- Staia N. l. Dynamis, uma liberta enterrada em Casilinum, em um sepulcro familiar construído por Numerius Staius Cosmus para si mesmo, sua filha, Staia Cosmilla, Staia Dynamis, e seu patrono, Numerius Staius.
- Staia N. l. Cosmilla, uma liberta enterrada em Casilinum, em um sepulcro familiar construído por seu pai, Numerius Staius Cosmus, para sua filha, a liberta Staia Dynamis, e seu patrono, Numerius Staius.[19]
- Marcus Staius M. f. Rufus, um dos duumviri municipais jure dicundo em Pompéia na Campânia, circa 3 d.C.[20]
- Staius, tribuno de uma coorte na Guarda Pretoriana em 24 d.C., foi enviado para a vizinhança de Brundisium, onde tomou custódia de Tito Curtisius, um ex-soldado descontentado que havia tentado instigar uma revolta de escravos, e o entregou a Roma.[21][22][23]
- Staia Ampliata, nomeada em uma inscrição de bronze de Matrice, datando da primeira metade do século I.[24]
- Staia P. l. Felicula, uma liberta nomeada em uma inscrição de Roma, datando da primeira metade do século I.[25]
- Staia L. l. Quarta, uma liberta enterrada em Venafrum em Samnium, junto com Gaius Laelius, em uma tumba datando da primeira metade do século I.[26]
- Marcus Staius Tyrannus, nomeado em uma inscrição sepulcral de Roma, datando da primeira metade do século I.[27]
- Marcus Staius Flaccus, um dos duumviri municipais em Nola na Campânia em 31 d.C.[28]
- Staia Secundilla, dedicou uma tumba em Abellinum na Campânia, datando do início ou meio do século I, para si mesma, sua filha, Annia Tertulla, e Avillius Anthus.[29]
- Gaius Staius C. l. Felix, um liberto em Roma, que junto com a liberta Pomponia Prima, fez uma oferta aos deuses do submundo, datando entre 14 e 50 d.C.[30]
- Staia, mencionada em uma inscrição dedicatória do século I de Luceria em Apúlia.[31]
- Staia L. l., uma liberta enterrada em uma tumba do século I em Casinum, junto com os libertos Petillius Herma e Lúcio Petillius Hilarus.[32]
- Lúcio Staius L. l. Apollonius, um liberto enterrado em uma tumba do século I em Venafrum.[33]
- Staia Apricula, enterrada em uma tumba do século I em Venafrum, com vinte e quatro anos.[34]
- Marcus Staius M. Ɔ. l. Lygdamus Apollinaris, um liberto que doou quinze mil sestércios aos Seviri Augustales em Luceria durante o século I.[31]
- Numerius Staius N. l. Remissus, um liberto nomeado em uma inscrição do século I de Aeclanum em Samnium.[35]
- Tito Staius M. f. Titinius, enterrado em uma tumba do século I em Bovianum Vetus em Samnium, dedicada por seu filho, Staius Titinius.[36]
- Staius T. f. M. n. Titinius, dedicou uma tumba do século I em Bovianum Vetus para seu pai, Tito Staius Titinius.[36]
- Lúcio Staius Proculus, nomeado em uma inscrição de Pompéia na Campânia.[37]
- Marcus Staius Pietas, um sacerdote de Ceres, nomeado em uma inscrição de Teanum Sidicinum, datando entre 20 e 70 d.C.[38]
- Staia M. f., a filha de Marcus Staius Pietas, o sacerdote de Ceres, nomeada em uma inscrição de Teanum Sidicinum, datando entre 20 e 70 d.C.[38]
- Staia L. l. Quinta, uma liberta nomeada em uma inscrição do santuário de Diana em Aricia em Lácio, datando da parte média do século I.[39]
- Staia Ɔ. l. Salvia, uma liberta nomeada em uma inscrição sepulcral de Casilinum, datando da parte média ou final do século I, junto com os libertos Gaius Epillius Alexander, um materiarius (lenhador ou carpinteiro), e Gaius Epillius Felix.[40]
- Staia Daphne, enterrada em Roma em uma tumba do século II ou início do século III dedicada por seu marido, cujo nome não foi preservado.[41]
- Gaius Staius C. l. Hilarus, enterrado em Bovianum Undecimanorum em Samnium, em uma tumba do século I ou II dedicada por sua mãe, cujo nome não foi preservado.[42]
- Marcus Staius Felix, dedicou uma tumba em Teanum Sidicinum na Campânia, datando entre 70 e 200 d.C., para sua liberta, cujo nome não foi preservado.[43]
- Sextus Staius Modestus, dedicou uma tumba do século II em Tegianum em Lucânia para sua filha, Staia Casta, e sua esposa, Antonia Apollonia.[44]
- Staia Sex. f. Casta, a filha de Sextus Staius Modestus e Antonia Apollonia, foi enterrada em Tegianum, com vinte e dois anos, em um sepulcro do século II dedicado por seus pais. Sua mãe também está enterrada lá.[45][44]
- Staius Fructio, dedicou um monumento do século II em Bovianum Undecimanorum para sua esposa, cujo nome não foi preservado.[46]
- Staia Justa, dedicou uma tumba do século II em Cales na Campânia para seu marido de onze anos, Marcus Ennius Cerealis, um dos Seviri Augustales daquela cidade, com trinta e um anos, cinco meses.[47]
- Marcus Staius Cosmus, enterrado em Aeclanum em Samnium durante a parte média do século II.[48]
- Staia Procula, junto com seus filhos, Raius Proculus e Raius Clemens, dedicou uma tumba em Terventum em Samnium, datando do século II, ou do início do século III, para seu marido, Marcus Raius Fronto, com sessenta e oito anos.[49]
- Staius Silvanus, dedicou uma tumba em Roma, datando do final do século II, para sua esposa, Venuleia Vitulia.[50]
- Staia Thisbe, a esposa de Gaius Numisius Elenchus, com quem dedicou uma tumba do final do século II em Aufidenia em Samnium para seu filho, Gaius Numisius Elenchus, com cinco anos.[51]
- Lúcio Staius L. l. Repentinus, uma criança pequena enterrada em Roma, com dois anos, em uma tumba datando do final do século II ou início do século III.[52]
- Lúcio Staius L. f. Herodotus, fez uma oferta a Silvanus no local do moderno Monte Rocchetta, anteriormente parte de Vêneto e Histria, datando entre o final do século II e o meio do século III.[53]
- Staia Quartilla, enterrada em Atina em Lucânia, com trinta e cinco anos, onze meses e dezoito dias, com um monumento de seu marido, Antonius Felicianus, datando do final do século II, ou da primeira metade do III.[54]
- Lúcio Staius L. f. Scrateius Manilianus, um dos duumviri municipais em Beneventum em Samnium em 231 d.C.[55][56]
- Staia Grumentina, enterrada em uma tumba do século III em Atina, com um monumento de seu marido, Gaius Apidius Faustus.[57]
- Staia, enterrada em Roma em uma tumba dedicada por Simplicius, seu marido de trinta anos, datando da segunda metade do século IV.[58]

### Staii sem data
- Staia, uma mulher enterrada em Roma.[59]
- Staius Primus, um veterano nomeado em uma inscrição de Brixia em Vêneto e Histria.[60]
- Marcus Staius Achilleus, um dos Seviri Augustales, dedicou uma tumba para Sextus Sammius Firminus no local atual de Jongieux, anteriormente parte de Gália Narbonense.[61]
- Marcus Staius Aeschinus, enterrado em Lugdunum em Gália Lugdunense.[62]
- Publius Staius Agathopus, junto com Lúcio Passienus Eros, dedicou um sepulcro em Roma para si mesmos e suas famílias.[63]
- Lúcio Staius L. l. Antigonus, um liberto em Narbo na Gália Narbonense, que dedicou um sepulcro para Staia Do[...].[64]
- Gnaeus Staius Cn. l. Castus, um liberto enterrado em um sepulcro familiar em Roma, junto com Gnaeus Staius Servius, Staia Thalea e Staia Maxima.[65]
- Staia Do[...], enterrada em Narbo, em uma tumba dedicada por Lúcio Staius Antigonus.[64]
- Staius Eudromus, enterrado no local atual de Conjux, anteriormente parte da Gália Narbonense, com um monumento de sua esposa, Amatia Marcella.[66]
- Publius Staius Eutychianus, fez uma doação a Júpiter em Pagus Veianus em Samnium.[67]
- Staius Felix, enterrado em Compsa em Samnium, com um monumento de sua esposa, Herennia Secunda.[68]
- Lúcio Staius L. f. Herodotus, enterrado em Beneventum, com cinco anos, oito meses e quinze dias, com um monumento de seu irmão, Lúcio Staius Rutilius Manilius.[69]
- Staia Hilaritas, dedicou um monumento em Larinum em Samnium para seu filho, Staius Maximianus.[70]
- Staius Justinus, enterrado em Casinum, em uma tumba dedicada por sua esposa, Aemilia Tertia.[71]
- Staia Lycaethis, dedicou uma tumba em Roma para sua irmã, Philete.[72]
- Staia Cn. l. Maxima, uma liberta enterrada em um sepulcro familiar em Roma, junto com Gnaeus Staius Servius, Staia Thalea e Gnaeus Staius Castus.[65]
- Staius Maximianus, enterrado em Larinum, com dezoito anos, com um monumento de sua mãe, Staia Hilaritas.[70]
- Publius Staius P. l. Meridianus, um liberto enterrado em Ebora em Lusitânia.[73]
- Staia Musa, junto com seu genro, Fructus, dedicou um monumento em Roma para sua filha, Staia Verula.[74]
- Lúcio Staius L. f. Nema, enterrado em Pisaurum em Úmbria, junto com Teia Galla.[75]
- Staia Nysias, a esposa de Gaius Staius Priscus, com quem dedicou uma tumba em Ostia em Lácio para seu filho, Gaius Staius Victor.[76]
- Staia M. f. Prisca, nomeada em uma inscrição de Roma.[77]
- Gaius Staius Priscus, junto com sua esposa Staia Nysias, dedicou uma tumba em Ostia para seu filho, Gaius Staius Victor.[76]
- Lúcio Staius L. f. Rutilius Manilius, dedicou uma tumba em Beneventum para seu irmão mais novo, Lúcio Staius Herodotus.[69]
- Staius Saecillus, nomeado em uma inscrição sepulcral de Brixia.[78]
- Staia Saturnina, nomeada em uma inscrição sepulcral de Viena na Gália Narbonense.[79]
- Gnaeus Staius Cn. l. Servius, um liberto enterrado em um sepulcro familiar em Roma, junto com Staia Thalea, Staia Maxima e Gnaeus Staius Castus.[65]
- Staia Cn. l. Thalea, uma liberta enterrada em um sepulcro familiar em Roma, junto com Gnaeus Staius Servius, Staia Maxima e Gnaeus Staius Castus.[65]
- Staia Verula, enterrada em Roma, com um monumento de sua mãe, Staia Musa, e marido, Fructus.[74]
- Gaius Staius C. f. Victor, um infante enterrado em Ostia, com um ano, dez meses e onze dias, com um monumento de seus pais, Gaius Staius Priscus e Staia Nysias.[76]